# Kataplana mesopharynx
Kataplana mesopharynx är en plattmaskart som beskrevs av Ax 1955. Kataplana mesopharynx ingår i släktet Kataplana och familjen Otoplanidae. Inga underarter finns listade i Catalogue of Life.